# مرتضی کرمانی‌مقدم
مرتضی کرمانی مقدم (زاده ۲۰ تیر ۱۳۴۴ در خرم‌آباد) بازیکن سابق فوتبال ایران و باشگاه پرسپولیس است.
وی دوران کودکی را در محله شمشیرآباد خرم‌آباد گذارند و پس از مهاجرت به تهران، هنگام خدمت سربازی به عضویت تیم نیروی زمینی درآمد. کرمانی مقدم ۲ دوره عضو باشگاه پرسپولیس بوده‌است و در ۹۸ بازی که با لباس این تیم به زمین رفت ۲۰ گل به ثمر رساند.
کرمانی مقدم در سال‌های ۱۹۹۱–۱۹۹۵ برای باشگاه الغرافه قطر بازی کرده. وی در اواخر دوران بازیگری خود به باشگاه کشاورز رفت.

## بازی‌های ملی
۲۴ بازی و ۲ گل ملی در کارنامه کرمانی مقام دیده می‌شود. (بدون احتساب بازیهای دوستانه)
وی از جمله بازیکنانی بود که در جام ملت‌های آسیا ۱۹۸۸ و ۱۹۹۲ حضور داشت.
محرومیت یک ساله کرمانی مقدم، فرشاد پیوس و مجتبی محرمی از نکات قابل توجه جام ملت‌های آسیا در سال ۱۹۹۲ بود.

## افتخارات
- مقام سوم جام ملت‌های آسیا با تیم ملی فوتبال ایران ۱۹۸۸
- قهرمان بازی‌های آسیایی با تیم ملی فوتبال ایران ۱۹۹۰
- قهرمان جام در جام آسیا با تیم پرسپولیس ۱۹۹۱
- بهترین بازیکن خارجی لیگ قطر
- قهرمان لیگ قطر با الغرافه[۴]